# Zhao Fan (cal·lígraf)
|  | Per altres persones anomenades igual, vegeu Zhao Fan. |

Zhao Fan (en xinès tradicional: 趙藩; en xinès simplificat: 赵藩; en pinyin: Zhào Fān), va ser un cal·lígraf xinès de la minoria ètnica dels Bai. Va nàixer a Jianchuan en el 1851 i va morir a Kunming en el 1927.

## Obres
- La cal·ligrafia de les dues línies paral·leles de Daguanlou, Kunming.
- La composició i la cal·ligrafia en paral·lel al temple de Wuhou a Chengdu.